# René Blancard
René Blancard, all'anagrafe René Georges Olivier Blancard (Parigi, 12 marzo 1897 – Parigi, 5 novembre 1965), è stato un attore francese la cui carriera cinematografica, iniziata all'epoca del muto, copre un arco di quarant'anni, fino alla sua morte nel 1965. In questo periodo, è apparso in circa ottanta film.

## Biografia
Nato come René Georges Olivier Blancard a Parigi il 12 marzo 1897, iniziò a lavorare nel cinema negli anni venti, ancora all'epoca del muto, alternando l'attività cinematografica a quella teatrale. Il suo nome compare, come sceneggiatore, in un film del 1954, Marchandes d'illusions, pellicola che aveva tra gli interpreti Raymond Pellegrin e lo stesso Blancard nel ruolo di un commissario di polizia, ruolo che l'attore ha ricoperto numerose volte nel corso della sua carriera di caratterista (anche in Caccia al ladro, il ruolo che gli affidò Alfred Hitchcock fu quello del commissario Lepic).

Alla fine degli anni cinquanta e negli anni sessanta, l'attore apparve anche in alcune serie televisive francesi, l'ultima delle quali fu Belle et Sébastien dove, in tredici episodi, interpreta il ruolo del commissario.
Blancard morì a Parigi il 5 novembre 1965 all'età di 68 anni. Era sposato con l'attrice Jeanne Rollette (1891-1994) che, ritirata dalle scene sin dal 1924, era conosciuta soprattutto per avere preso parte ad alcuni film di Louis Feuillade.

## Filmografia parziale
- I misteri di Parigi (Les Mystères de Paris), regia di Charles Burguet - serial cinematografico (1922)
- L'assassino abita al 21 (L'Assassin habite... au 21), regia di Henri-Georges Clouzot (1942), non accreditato
- Il viaggiatore d'Ognissanti (Le Voyageur de la Toussaint), regia di Louis Daquin (1943), non accreditato
- Mentre Parigi dorme (Les Portes de la nuit), regia di Marcel Carné (1946)
- Legittima difesa (Quai des Orfèvres), regia di Henri-Georges Clouzot (1947)
- Maschera di sangue (Miroir), regia di Raymond Lamy (1947)
- Gli scocciatori (Les Casse-pieds), regia di Jean Dréville (1948)
- 56, rue Pigalle, regia di Willy Rozier (1949)
- La vergine scaltra (La Marie du port), regia di Marcel Carné (1950)
- Un certain monsieur, regia di Yves Ciampi (1950)
- Sotto il cielo di Parigi (Sous le ciel de Paris), regia di Julien Duvivier (1951)
- Il piacere (Le Plaisir), regia di Max Ophüls (1952)
- Siamo tutti assassini (Nous sommes tous des assassins), regia di André Cayatte (1952)
- Seguite quest'uomo (Suivez cet homme), regia di Georges Lampin (1953)
- Rabbia in corpo (La Rage au corps), regia di Ralph Habib (1954)
- Lo spretato (Le Défroqué), regia di Léo Joannon (1954)
- La regina Margot (La Reine Margot), regia di Jean Dréville (1954), non accreditato
- Caccia al ladro (To Catch a Thief), regia di Alfred Hitchcock (1955), non accreditato
- Anime bruciate (Un Missionnaire), regia di Maurice Cloche (1955)
- Si Paris nous était conté, regia di Sacha Guitry (1956)
- Calle Mayor, regia di Juan Antonio Bardem (1956)
- Julie (Julie la rousse), regia di Claude Boissol (1959)
- La verità (La Vérité), regia di Henri-Georges Clouzot (1960)